# Opopaea berlandi
Opopaea berlandi es una especie de araña araneomorfa del género Opopaea, familia Oonopidae. Fue descrita científicamente por Simon & Fage en 1922.
Habita en Kenia.